# Jozef Maria Laurens Theo Cals
Jozef Maria Laurens Theo Cals detto "Jo" (Roermond, 18 luglio 1914 – L'Aia, 30 dicembre 1971) è stato un politico olandese, Primo ministro dei Paesi Bassi dal 14 aprile 1965 al 22 novembre 1966.